# قبر لينكون
قبر لينكون (بالإنجليزية: Lincoln Tomb) المثوى الأخير لأبراهام لينكون، الرئيس السادس عشر للولايات المتحدة، كذلك زوجته ماري تود لينكون وثلاث من أبنائه الأربع. يقع القبر في مقبرة أوك ريدج في سبرينج فيلد، إلينوي.

## أعلام
- إدوارد بيكر لينكون
- ماري تود لينكون
- وليام والاس لينكولن
- تاد لينكولن

## اقرأ أيضا
- أبراهام لينكون